# 長渕剛
長渕 剛（ながぶち つよし、本名：同じ、1956年〈昭和31年〉9月7日 - ）は、日本のシンガーソングライター。俳優 。鹿児島県日置郡伊集院町（現・日置市）生木出身。身長172cm、体重53kg（1979年11月号）。Office REN（オフィス・レン）所属。
1977年、シングル『雨の嵐山』でビクター・レコードからデビュー。また、『家族ゲーム』『親子ゲーム』『とんぼ』『RUN』などのテレビドラマや『オルゴール』『ウォータームーン』『英二』などの映画に主演し俳優としても知られる。
鹿児島市立甲南中学校→鹿児島県立鹿児島南高等学校→九州産業大学中退。

## 略歴
- 1972年
  - 中学までは橋幸夫、舟木一夫、西郷輝彦の「御三家」など、歌謡曲ばかり聴いていた[6]。鹿児島南高等学校一年在学中の秋に[5][7]、友人に誘われ、鹿児島市民会館であった「フォーク・フェスティバル」に出演した吉田拓郎を観て[5][6][7]、震えが止まらないほどの衝撃を受ける[5][6][7]。コンサートの帰りに「必ず拓郎のようなシンガーになる」と決意[6][7]。「あのコンサートに行ってなければ、今のぼくはない。これははっきり言える」と述べ[6]、以降、フォークの世界にのめり込む[6][7]。
- 1973年
  - 大学祭の前座で初めての舞台を経験。高校の文化祭ではスターとなり[6]、地元・南日本放送に出演するほど[6]。
- 1974年
  - 友人と2人でフォークソングのグループ「T&Tグループ タケシとツヨシ」を結成し[5]、ステージ活動を本格化させる。
- 1975年
  - 福岡県の九州産業大学へと進学[5][7]。
  - 「永渕剛（ながぶち つよし）」の芸名で、場末のバーでオリジナル曲を歌い続ける。この時はまさに地獄の環境で、毎夜のようにビール瓶や灰皿が飛び、酒酔い風の客や非人道的風な客から「演歌やらんかい演歌!!」と罵声や蹴りを浴びつづける日々だった。ここで根性が鍛えられたと本人は述べており、後年披露するリアリティに満ちた悪漢の演技も、ここでの観察によるものである。そして、ライブハウス（照和）での活動が本格化する[6]。
- 1976年
  - 大学二年時[5]、財団法人ヤマハ音楽振興会主催の、第12回ヤマハポピュラーソングコンテスト（通称ポプコン）に出場し『雨の嵐山』を唄い入賞[6]。
- 1977年
  - 2月25日、前年のポプコン入賞を機に、ビクター・レコードより、シングル『雨の嵐山』でデビュー[6]。当時の芸名の読み方は「ながぶち ごう」[5]。ビクターは当初、長渕を青春ポップス路線で売り出そうとし[6]、豊川誕の前座をさせられたりした[6]。自身としては拓郎のようにコンサート中心の活動を望んだが[5]、レコード会社は歌謡曲志向でそのギャップに悩む[5]。さっぱり売れず、状況がイヤになり、一年契約が切れたタイミングで福岡に1年半戻り[5][6]、大学は中退する[6]。
- 1978年
  - 夏、初めて拓郎に会う[5][6]。足が震えるのを悟られまいと直立不動で話を聞いた[5]。「お前、いい音楽やってるな。オレ、お前のファンだよ」と言ってもらい[5][6]、9月、再び上京を決意[5][6]。『巡恋歌』で15回ポプコンの入賞、10月5日東芝EMIから同曲で再デビュー[5]。芸名の読み方も本来の「ながぶち つよし」に戻された[5]。同年暮れから、南こうせつや庄野真代らとコンサート活動を本格化させる[5]。
  - 南こうせつのオールナイトニッポン（ニッポン放送、木曜1部 1978年4月 - 1979年3月）内で「裸一貫ギターで勝負」のコーナーを担当する。
- 1979年
  - 長渕が音楽誌ではなく、一般週刊誌、芸能雑誌、アイドル誌に取り上げられるようになったのは1979年頃から[5][6][8]。『月刊明星』1979年11月号に「細い体、やさしい声、長い髪の23才の青年。なぜ、急激な注目の的になったのか!?」と書かれている[6]。
  - ヤマハ音楽振興会から[8]、念願叶い[5]、尊敬する吉田拓郎が所属する音楽事務所「ユイ音楽工房」に移籍[5][8]。3月5日、初のオリジナルアルバム『風は南から』をリリース。『月刊平凡』1979年4月号で「僕の曲は、すべて体験から来ています」と話した[8]。当時でオリジナルを180曲作ったと述べた[8]。
  - 7月26日、愛知県篠島での吉田拓郎のコンサート「吉田拓郎 アイランド・コンサート in 篠島」に特別出演[7][9]。拓郎のために集まった1万5000人の聴衆は、どこの馬の骨かも分からない長渕が歌い始めると[7]、「帰れコール」を浴びせ[7][9]、自分で選んだ道とはいえ、厳しい現実に頭に血が上り[7]、「帰れって言うんだったらお前らが帰れ」などと客と応戦[7]（吉田は「そんなに言われてなかったよ」と言っていた。また、実際に「帰れコール」をしたのは一部の観客だけだったとも言われている）。しかし堂々と歌い切り[7]、最終的には大きな喝采を浴びた[10]。長渕自身「あのステージがなかったら今はなかった」と話している[10]。拓郎から長渕のオールナイトニッポンに「篠島のお前は美しかった。おごらず気取らずやっていけ。お前もたかが歌手だから」とメッセージを貰い[6]、「拓郎さんの言葉を大切に生きていく」と決意した[6]。拓郎や南こうせつら大物シンガーの支持があり[5]、次第に頭角を現す[5][6][8][11]。
  - 4月から9月まで、ニッポン放送『オールナイトニッポン』水曜日第2部、10月から翌年9月まで金曜日第1部、それぞれパーソナリティを務める。
  - 1970年代に発行部数100万部を保った[12]『月刊明星』で長渕が本格的に取り上げられたのは、1979年11月号で、記事には「シングル『祈り』のヒットで、このところ急に脚光を浴び始めた長渕剛」と書かれている[6]。また「やわらかなやさしい歌が全盛のフォーク界に、強いメッセージを投げつける激しい個性が、やっと出現した感じだ」などと評価された[6]。
  - 11月29日、新宿厚生年金会館でワンマンコンサート開催。チケットは発売3時間でソールドアウト。
- 1980年
  - 6月5日、元々アルバム『逆流』の収録曲であった「順子」が、ファンからの熱い要望によりシングルカット。同年8月にはオリコンのチャート1位に。この曲のヒットにより、一躍トップシンガーの仲間入りを果たす。
  - 音楽番組ザ・ベストテンに中継出演し、この曲を披露する機会があった。観客の間で自然と手拍子が始まると一旦演奏を中断し、失恋の歌なので手拍子は控えてほしいとたしなめた。
  - 10月、『ナウ・ジェネレーション/長渕剛のアピール26』（TBSラジオ）、『長渕剛のひたすら60分』（ニッポン放送）のラジオパーソナリティを務める。またこの他、当時山梨鐐平などが結成していたグループ「Do!」とのジョイントバンド「チョコレッツ」を結成し、翌1981年まで活動していた。
- 1981年
  - 3月23日、徳島県・徳島文化センターより、全国ツアー『LIVE'81』（全49ヵ所）をスタート。このツアーより初めてバックバンド（リズム隊を含めた）をつけたり、初のピアノによる弾き語りや、アコースティックギターだけではなく、バンジョーやエレキギターを持つなど、新たな試みが数々と披露された。
  - 8月、当時アイドル歌手だった石野真子と結婚。ニッポン放送『オールナイトニッポン』で意気投合したことがきっかけとなり結婚した。ハワイでの結婚式の仲人は、自ら恩師とする吉田拓郎と浅田美代子夫妻（当時）だった。
  - 9月25日、『コンサートツアー'81〜'82』（全90ヵ所）が、沖縄県・那覇市民会館よりスタート、翌年の6月まで続くロングツアー。
- 1982年
  - 6月6日、『コンサートツアー'81〜'82』のファイナルを、日比谷野外音楽堂で『SUPER LIVE IN HIBIYA』として開催。自身初の野外公演でもあり、この模様は日本テレビの「ザ・ライブ」にて6月20日・27日の2週に分けて放送された。
  - 7月28日、8月4日、『青春は手品師』（アルバム『時代は僕らに雨を降らしてる』に収録）が、ドラマ『王貞治物語』（TBS系列）の主題歌になる。珍しく阿久悠の作詞によるもの。ドラマには長渕本人もちらっと出演している（貞治の父親役）。
  - 10月12日、『コンサートツアー'82〜'83時代は僕らに雨を降らしてる』（全45ヵ所）がスタート。このツアー中の11月29日に初の日本武道館公演、翌年の2月21日のファイナルも再びこの会場で行われた。
- 1983年
  - 石野真子と離婚[13]。原因は長渕の石野に対する度重なる家庭内暴力とされている[要出典]。
  - 7月25日、埼玉県所沢市の西武ライオンズ球場にて『SUPER LIVE 西武球場』を開催。2万人の観客を集め、雨の中でのコンサートとなった。
  - 7月29日、ナゴヤ球場にてサザンオールスターズとジョイントライブを行う。しかし、両者や主催者側のイベントに対する受け取り方の違いが原因で、長渕はサザンのボーカルの桑田佳祐に対して悪印象を持つようになる[14]。なお、このイベントに先立ちプチセブン 1983年8月5日号では桑田と長渕による対談が実施されており、この際は和やかなムードで会話していた[15]。
  - 8月25日、『SUPER LIVE 西武球場』が公演からわずか1ヵ月後、2枚組のライブアルバム『SUPER LIVE IN 西武球場』としてリリースされる。同時に『LIVE'83 JUST HEAVY GAUGE』ツアー（全47ヵ所）がスタート。
  - 8月26日、初の主演テレビドラマ『家族ゲーム』（TBS系列）が放映開始、俳優としても本格的に活動を始める。同番組の主題歌であるシングル『GOOD-BYE青春』をリリース。
  - ドラマ『青が散る』（TBS系列）の挿入歌『人間（ひと）の駱駝（らくだ）』（歌：大塚ガリバー）の作曲を手掛ける（編曲: 瀬尾一三）。ちなみに作詞は、秋元康、宮本輝の両名。ただし、現在ではこの楽曲の収録がなされたLPは入手が相当困難である。
- 1984年
  - 3月15日 - 4月9日にかけて、全国10ヵ所にて3年ぶりの弾き語りコンサートを、ファンクラブ『TSUYOSHI CLUB』結成記念イベントとして開催。
  - 4月20日、主演したテレビドラマ『家族ゲームII』（TBS系列）放映開始。
  - 7枚目のオリジナルアルバム『HOLD YOUR LAST CHANCE』を発売。当時桑田佳祐は収録曲の「TIME GOES AROUND」を自身のラジオ「桑田佳祐のオールナイトニッポン」で絶賛していた。
  - 10月11日から翌年3月まで、TBSラジオ『スーパーギャング』木曜日のパーソナリティを務める。
- 1985年
  - 3月30日に発売されたシングル『久しぶりに俺は泣いたんだ』に伴い、自身初のプロモーションビデオを制作。
  - 4月5日、主演したテレビドラマ『家族ゲームスペシャル』（TBS系列）放映。
  - 8月26日、『HUNGRY』ツアーをスタートさせるも、翌年1月の日本武道館での公演を最後に、過労によりダウン。一時は重度の鬱状態に陥り、予定されていた残りのコンサートがすべて公演中止となる。
- 1986年
  - 6月7日、主演したテレビドラマ『親子ゲーム』（TBS系列）が放映開始。志穂美悦子と、ラーメン店を営む恋人同士役をつとめる。
  - 10月22日、ギター弾き語りアルバム『STAY DREAM』リリース。11月11日には大阪城ホールより『LIVE'86〜'87 STAY DREAM』（全11ヵ所）がスタート。本ツアーはアルバムのテーマと同様、ギター1本で歌うスタイルで、またアリーナ級や体育館などの会場ではセンターステージを組んで行われた。センターステージという形式は世界初の試みであった。
  - 12月20日、出演した映画『男はつらいよ 幸福の青い鳥』が劇場公開。志穂美悦子と再び恋人同士役で共演し仲を深めた。
- 1987年
  - 2月25日、『LIVE'86〜'87 STAY DREAM』の追加公演が、ツアー初日の会場でもある大阪城ホールにて『LAST CRIME』と題して開催された。
  - 4月10日、主演したテレビドラマ『親子ジグザグ』（TBS系列）が放映開始。
  - 8月5日、アルバム『LICENSE』をリリース。同年末の第29回日本レコード大賞にてアルバム大賞を獲得。
  - 8月28日、ゲスト出演したテレビドラマ『スタンドバイミー きまぐれ白書』（TBS系列）放映。
  - 8月29日、テレビドラマ『親子ゲーム』映画『男はつらいよ』での共演をきっかけに、志穂美悦子と2度目の結婚。志穂美は芸能界を引退。
- 1988年
  - 2月5日、アルバム『乾杯』に収録されていた『乾杯』を8年振りに新録しリリース、ミリオンセラーとなる。
  - 6月19日、コンサート会場として、初めて東京ドームに進出。
  - 10月7日、主演したテレビドラマ『とんぼ』（TBS系列）放映開始。
  - 10月26日、同ドラマのタイトル曲となる『とんぼ』をリリース、ミリオンセラーを記録する。
  - 12月3日、出演したテレビドラマ『うさぎの休日』(NHK) 放映。
- 1989年
  - 3月11日、主演した映画『オルゴール』が劇場公開開始。
  - 3月25日、アルバム『昭和』リリース。ミリオンセラーとなる。
  - 12月23日、主演した映画（原案・監督も兼任）『ウォータームーン』が劇場公開。監督は当初工藤栄一が務めたものの途中降板、長渕自身が引き継いだ。
  - ドラマ『とんぼ』『うさぎの休日』の演技が評価され、第26回ギャラクシー賞・選奨を受賞[16]。
- 1990年
  - 12月31日、NHK紅白歌合戦に初出場を果たし、第1部の最後にドイツ・ベルリンから生中継で、「ベルリンからのメッセージ」と題して『親知らず』『いつかの少年』『乾杯』の3曲を16分フルに歌った[9][17]。全てタイトル・歌詞のテロップが示され長渕の終了後、予定通り20時55分からニュース、21時から第2部が開始されたが、長渕が出演する際にNHKのスタッフを批判していたため、「植木等の持ち時間を大幅に短縮することになった」[9]「予定外の曲を披露」「長渕の暴挙により時間が押して、大物歌手の出番がカットされた」「NHKへの出入り禁止」など、様々な報道が当時された[18]。1970年代から1980年代にかけて、吉田拓郎ら、ニューミュージック系の大物の間では「『NHK紅白』は国民的ナショナリズムの象徴だから、出場しないことこそが反体制的で格好良い」という風潮があり[9]、ほとんど誰も出場しない空前の出演拒否ブームが続いており[9]、長渕が16分も歌ったのは、この偉大な先輩たちに強いコンプレックスを抱いていたからで、「先輩たちには絶対できないことをやって勝つ」「先輩たちが反体制を気取るなら、俺はナショナリズムを体現して国民的歌手になる」という逆張りだったという見方もある[9]。その後NHKには、1991年3月の日本ゴールドディスク大賞で「ベスト5アーティスト賞」を受賞し[19]、同年末「プライム10 音楽達人倶楽部」にそれぞれ出演[20]。また2014年12月6日放送のSCHOOL OF LOCK!Saturday 長渕LOCKS!(TOKYO FM/JFN)にてNHKを出入り禁止になったことを述べている[21]。
- 1991年
  - 10月10日、主演したテレビドラマ『しゃぼん玉』（フジテレビ系列）が放映開始。『週刊ザテレビジョン』11月15日号ではイメージが合わないことを理由に、レモンの使用を拒否した[22]。
  - 10月25日、シングル『しゃぼん玉』リリース。ミリオンセラーとなる。
  - 12月14日、本格海外レコーディングアルバム『JAPAN』リリース。
- 1992年
  - 『西新宿の親父の唄』（アルバム『JEEP』収録）が、『北の国から-'92巣立ち』の挿入歌となる。
  - 東京ドームでのセンターステージライブに関して、自身は「あまり覚えていない」と語った。6万5000人の熱気のど真ん中で、あまりにインパクトがあったとのこと。また「東京ドームという場所は、本来ライブをやるべき場所じゃない（音響面で最悪、自分の声が数秒後跳ね返ってくる）。ドームでライブをやる必要性がある時はやるけど」と語っている。
- 『巡恋歌'92』（1992年10月28日）をリリース、80万枚のヒット。
- 1993年
  - 9月22日、シングル『RUN』リリース。ミリオンセラーとなる。
  - 10月15日、主演したテレビドラマ『RUN』（TBS系列）が放映開始。同ドラマの打ち上げパーティー終了後にADに暴力を振るってしまう[23]。
  - 11月1日、アルバム『Captain of the Ship』がリリースされるが、この頃楽曲の歌詞盗作疑惑が持ち上がり、本人が謝罪した。詩人・相田みつをに関連したもの。
- 1994年
  - 8月10日、シングル『人間』をリリース。
  - 9月9日、『Captain of the Ship』ツアーをスタートさせるも、溶連菌感染症による体調不良によりわずか3公演しかできず、残りの日程は全て公演中止となった[出典無効]。
  - 9月23日、桑田佳祐がリリースしたアルバム『孤独の太陽』に収録された楽曲「すべての歌に懺悔しな!!」の歌詞の内容を巡り、作詞・作曲した桑田と一触即発の関係に陥る[23]。また、女優の国生さゆりとの不倫報道が大きく報じられる[出典無効]。
  - 12月1日、ベスト・アルバム『いつかの少年』リリース。
- 1995年
  - 1月24日、大麻取締法違反で現行犯逮捕された[23]。覚醒剤については否認し、尿検査も陽性反応がなかったため2月3日に処分保留のまま釈放[24]。3月16日に不起訴処分となる。
  - 12月26日、自身3度目となる東京ドームでのライブを行う。
- 1996年
  - 1月1日、再起後の最初のアルバム『家族』リリース。東芝EMI所属として、最後になるオリジナル・アルバム。
- 1997年
  - 1月24日、『とんぼ』の続編に当たるテレビドラマ『英二ふたたび』が放映。
  - 2月27日、フォーライフ・レコード（現在のフォーライフミュージックエンタテイメント略称FLME）に移籍。
  - 7月2日、シングル『ひまわり』リリース。
  - 7月10日、主演したテレビドラマ『ボディーガード』（テレビ朝日系列）放映開始。
  - 9月3日、アルバム『ふざけんじゃねぇ』をリリース。
- 1998年
  - 鹿児島県の演歌歌手、日高正人シングル『想い人』発売。日高の歌に感動した長渕が1983年に書き下ろしていた曲で、日高の病気が原因で半分お蔵入りとなっていた曲。
  - 個人事務所「Office REN」（オフィス・レン）を設立。
- 1999年
  - 5月1日、主演した映画『英二』が劇場公開開始。
  - 12月22日、セルフカバー・アルバム『ACOUSTIC 俺の太陽』リリース。
- 2000年
  - 8月12日、最愛の母・マス子が急性心不全により他界。享年72。
- 2001年
  - 6月27日、8年ぶりのロサンゼルスレコーディングアルバム『空』リリース。金髪&肉体改造で新たな長渕スタイルが出来上がる。
- 2002年
  - 5月9日、アフガン抗争に向けて発した反戦歌『静かなるアフガン』リリース。しかし事実上の放送禁止。NHKをはじめとするテレビ局や各種メディアには採り上げられることが少なく、予想よりも話題にならず。それでも「指きりげんまん」以来のベスト20位入り。
  - 6月26日、自身の選曲によるベスト・アルバム『BEST〜風〜』、『BEST〜空〜』各2枚組リリース。
- 2003年
  - 4月、ニッポン放送『オールナイトニッポンフライデー・長渕剛今夜もバリサン』放送開始。9月までパーソナリティを務める。
  - 5月1日、シングル『しあわせになろうよ』リリース。
  - 空手道団体の極真会館から分派した、新極真会の発足に際し、同会の会歌『新極真会の歌』（編曲は瀬尾一三と共同）を特別に製作する。ちなみに同年10月5日に東京体育館で開催された、「第8回全世界空手道選手権大会」の入場者にのみ、同歌のCDが配布されており、店頭販売はされていない。しかし、一般の方から多くの問合せがあり、一般発売（通販限定）することになった[25]。
  - 5月14日、通算19枚目となるアルバム『Keep On Fighting』が発売。男性アーティスト初のオリジナル・フル・アルバム首位通算10作目の獲得。
  - 12月31日、13年ぶりにNHK紅白歌合戦に出場する。森進一に楽曲提供した『狼たちの遠吠え』では、歌う森のバックで長渕がコーラス＆ギターセッションで参加し、話題になった。
- 2004年
  - 4月28日、初のトリビュート・アルバム『Hey ANIKI!』がリリース。
  - 8月21日、鹿児島県鹿児島郡桜島町大字赤水（現在の鹿児島市桜島赤水町）に特設された桜島特設ステージで、全国から約7万5千人の観衆を集めてのオールナイトコンサートを敢行[9][26]。同ライブも2015年の富士山麓ライブも1979年の吉田拓郎「Island Concert in Shinoshima」の前座で大プーイングに遭ったトラウマを克服するため、さらに長く大規模なライブを実行したという見方もある[9]。2006年3月19日には、コンサート会場跡地に記念碑が建てられる。記念碑名は「叫びの肖像」。ちなみに、コンサート会場であった桜島からの音は海を越えた鹿児島市でも聞き取れたという。[26]
  - 11月14日、ファンクラブ特別イベント「Thank You LIVE 2004」をスタート。
  - 12月1日、シングル『金色のライオン』リリース。京セラの携帯電話のテーマソングとなる。CM曲に長渕の曲が採用されたのは1988年の明治チョコバーBODY（『STAY DREAM』）、1991年のキリンラガービール（『乾杯』）などがある。
- 2005年
  - 8月24日、東映『男たちの大和/YAMATO』の主題歌として書き下ろした『CLOSE YOUR EYES』リリース。自身の主演映画作品以外での主題歌使用はこれが初めて（テレビドラマでは以前に「逆流」「友よ」「指きりげんまん」などあり）。また、カップリングの『YAMATO』と合わせて、両A面シングルとなっている。両A面シングルは『順子/涙のセレナーデ』以来2度目である。
- 2006年
  - 2月8日、東芝EMIより東芝所属時代のオリジナル・アルバムが「24bitリマスタリングアルバムシリーズ」として再発売。
  - 2月21日、立正中学校・高等学校100周年記念ライブ。東京都品川区の立正中学校・高等学校の創立100周年記念式典で長渕が熱唱。バンドメンバーも勢揃いして、約2時間に及ぶステージで全14曲を演奏。
  - 3月8日、東芝EMIより東芝所属時代のベスト&ライブ・アルバムが「24bitリマスタリングアルバムシリーズ」として再発売。
  - 3月19日、「桜島オールナイトコンサート」を記念したモニュメントが建立され、除幕式に参加。
  - 4月23日、作品にも度々登場し、長渕音楽の原点ともいえる父・邦治（くにはる）が他界。享年77。
  - 6月29日、鹿児島中央駅アミュ広場でゲリラライブ。来場は約7000人程。ライブ状況はエフエム鹿児島『MUSIC POWER STATION feel the μzic DA!!』で生放送された。
  - 7月1日、霧島市で新極真会空手の新保道場開きにてライブ[27]。
  - 7月2日、南日本放送ラジオの第二スタジオでスタジオライブ、観客は抽選で選ばれた約50人。司会はMBCタレントのスマイリー園田、ゲストミュージシャンはMC般若で公開生放送された。
  - 7月14日、『長渕剛3daysドキュメント』放映-南日本放送TV『Mixx』
  - 7月22日、7月2日公開放送で未放送のアンコール部分を南日本放送ラジオで特集して放送。
  - 8月30日、山本寛斎がプロデュースする『日本元気プロジェクト KANSAI SUPER SHOW「太陽の船」』のイベントテーマソング『太陽の船』を手がけることが発表され、同曲が公開された。
  - 10月9日、10月16日放送の『くりぃむナントカ』「第2回長渕ファン王決定戦」に出演。六本木のカラオケBOXにて、観客3人（上田晋也、ワッキー、大八木淳史）の前で2時間半12曲のライブを行う。バラエティ番組に出るのは『おしゃれカンケイ』以来のことだが、この出演は第1回「長渕ファン王決定戦」のスペシャルを再放送を観て心を動かされた自身からの「最後に（俺が）出たら面白いだろう」という要望によるもの。この翌週、オリコンランキングに、長渕のベスト・アルバムなど数作品が再浮上した。現在も上田は長渕と交流があり、『太田上田』（中京テレビ）などでその旨を語っている[28][注釈 1]。
- 2007年
  - 4月27日、関西テレビ放送制作、フジテレビジョン系列 (FNS) で放送の『さんまのまんま』で、明石家さんまと対談。過去にさんまとは「明石家さんまのオールナイトニッポン」で対談を行ったことがあり、放送でもその点について触れていた。「ラーメンは吸うのか噛むのか」などで言い合う珍妙なトークを行い、最後は2人で『とんぼ』をデュエット。ハーモニカ（TOMBO・メジャーボーイ）をさんまにプレゼント。ただしギター弾き語りは行われず、『とんぼ』は国吉良一（さんまの楽曲『真赤なウソ』編曲者）のキーボード演奏によるものであった。
  - 5月4日、幕張メッセで行われた「どきどきフリーマーケット」のステージにゲスト出演し、「Come on Stand up!」をはじめ、自身の曲のライブを行った。その模様はBAY-FMを通じて公開されていたが、オンエア後もライブは継続され、フリーマーケット終了30分前まで続いた（これは、観覧していたファンの度重なるアンコールに答えた本人の力が大きい）。
  - 5月16日、4年ぶりのオリジナル・アルバム『Come on Stand up!』リリース。全12曲新曲（桜島DVDに収録されていたものの未CD化だった「夕焼けの歌」を含む）、先行シングルなしのアルバムにもかかわらず、オリコン初登場4位。
  - 6月6日〜7月11日、初となる女性限定ライブ「Lady's Night2007-Acoustic-」ツアー。
  - 9月7日〜12月9日まで2年ぶりとなるツアー「2007 ARENA TOUR 〜Come on Stand up!〜」ツアーが行われた。
  - 10月12日より放送開始、TBS系列テレビドラマ『歌姫』主題歌に、長渕による作詞・作曲『青春 SEISYuN』が起用された。歌を歌うのはTOKIOで、TOKIOにとっては中島みゆき、甲斐よしひろに続く大物歌手による楽曲提供となった。
- 2008年
  - 5月14日・21日に、過去に発表された楽曲の中からラブソングを中心にリマスタリング、セルフカバー、リミックスを施して選曲したベスト・アルバム『LOVE』、『SONGS』を発売。
- 2009年
  - 1月14日、ユニバーサルミュージック（レーベルはNAYUTAWAVE RECORDS）への移籍を発表。
  - 10月29日からはデビュー30周年を記念した弾き語りツアーを開催。このツアーではオーディエンスからリクエストを設けるといった試みが行われ、1つのツアーで100曲以上が歌われることとなった。
  - 12月31日、ワールド記念ホールにて自身初のカウントダウンライブを開催。
- 2010年
  - 6月9日、デビュー30周年記念として、プレミアムBOXセット『30th Anniversary BOX from TSUYOSHI NAGABUCHI PREMIUM』（DVD3枚組、CD3枚組）をリリース。初週2.1万枚を売上、2010年6月21日付オリコン週間DVDランキング総合第1位となった。価格は3万1500円と高額ながら、それまでの総合首位を記録していた『ザ・ビートルズ・アンソロジー（初回生産特別価格盤）』を抜くミュージックDVD作品最高額総合首位記録となり、更に最高額首位の『機動戦士ガンダムDVD-BOX2（最終巻）』と同額の歴代タイ記録となる[31]。
  - 8月14日、スペシャルドラマ『歸國』に俳優として出演。本格的な俳優復帰は、映画出演は1999年に主演した映画『英二』以来で11年ぶり、ドラマ出演は1997年に主演した『ボディーガード』以来で、13年ぶりとなった。
- 2011年
  - 4月7日、東日本大震災に際し、被災地復興支援のため、FMでラジオ「長渕剛 RUN FOR TOMORROW 〜明日に向かって〜」をスタート。被災地向けの番組のため、県域放送局（ベイエフエム）とJFN系、コミュニティ放送局でネットされるという、従来のラジオネットワークの枠に拘らないユニークな配信になる。放送開始の回では石原慎太郎の「津波は天罰」発言を痛烈に批判をした。
  - 4月16日、東日本大震災（東北地方太平洋沖地震）の被災地宮城県を訪れ、避難所や自衛隊基地を慰問し、激励した。
  - 8月、原発事故で避難生活を余儀なくされた福島県浪江町の小学生20人を自身の故郷、鹿児島に招待した[32]。福島第一原子力発電所事故後は、脱原発を求める姿勢を鮮明にしている。
- 2012年
  - 8月12日に福島県郡山市民文化センターで行われた全国ツアー「RUN FOR TOMORROW」の福島公演では、「止めてくれ 原発を止めてくれ 今すぐ」と絶叫するように歌った[33]。
- 2013年
  - 『週刊ザテレビジョン』5月24日号の表紙を飾り、これまでと違いレモンを持って撮影に臨む。自身は「早く素直になればよかったな、と（笑）素直になるって気持ちいいなと思うね」と述べた[34]。
  - 6月8日、鹿児島県文化センターを皮切りにアコースティック形式によるファンクラブ限定ライブツアーを開催。もともとは5月4日からツアーが始まる予定であったが、長渕の体調不良によりスケジュールの一部が延期されたが、無事に開催された。ライブの途中には長渕がファンをステージに上げ、リクエストした歌をファンとともに歌唱した。
- 2014年
  - 7月2日、ベスト・アルバム『Tsuyoshi Nagabuchi All Time Best 2014 傷つき打ちのめされても、長渕剛。』発売。
- 2015年
  - 7月21日、フジテレビ『ワイドナショー』にスペシャルゲストとして出演し、様々なニュースに対し持論を述べ、当時国会で議論が白熱していた平和安全法制の話題になった際には「東日本大震災を思い出してほしい。若き自衛隊員がどれだけのことをやってくれたか。彼らを死なせるのか。彼らを死なせていいのか。いまのこの流れでいくと、理屈はわからないんですけどね、感覚論としてね、戦争が近づいている気がするの。もう紛れもなくそこに近づいている気がしますよ。それをね、僕たちはどうやって阻止すべきかってことを非常に真剣に考える局面がありますよ」「わずか70年前に僕の故郷、鹿児島の知覧から特攻隊が出て行った。戦争になったら子供達が銃を持って行く。絶対にこういう事をしない様に僕らは怒りの刃をそこに向けるべき。僕は銃をギターに変えて戦う」と発言。
  - 8月22日、静岡県の富士山の麓の特設ステージで、全国から約10万人の観衆を集めてのオールナイトコンサートを敢行し、大成功を収めた[9][35]。
- 2017年
  - 4月1日、福島県立小高産業技術高等学校の校歌を作曲する（作詞：柳美里）。11日に行われた開校式ではサプライズで登場し、校歌のほか「涙は大切な君の友達だから」「乾杯」を歌唱する。
  - 8月22日、日本武道館にてアルバム『BLACK TRAIN』のリリースを記念したライブが行われた。またライブの途中には2週間後である9月5日、大阪城ホールにて開催される長渕の誕生日を記念した「PREMIUM BIRTHDAY LIVE AT 大阪城ホール」の発表が行われた。
- 2018年
  - シングル『Don't Think Twice 〜桜並木の面影にゆれて〜』『Amen』を立て続けに発売。同年7月3日から8月21日まで(Don't～)と同名のツアーを開始。
- 2019年
  - 翌年に上映される権野元監督の映画『太陽の家』に主演。1999年の映画『英二』以来20年ぶり。
  - 10月27日、EX THEATER ROPPONGIにてファンを招待して長渕史上初となる無料ライブが行われた。
  - 10月31日から12月17日の期間で、「CINEMA&LIVE 2019 太陽の家」と題し、最初に映画を鑑賞し、そのあとにライブが行われるというツアーを開催。これは、1996年から1997年にかけてTHE虎舞竜が行った「映画ロード〜CINEMA&LIVE TOUR」以来2例目である。
- 2020年
  - 8月22日、初の無観客配信ライブ「ALLE JAPAN」を開催。新型コロナウイルス感染拡大や九州地方の豪雨災害など、未曾有の危機の中で不安を抱える人々を激励するために実施され、リアルタイムの合計視聴者数は約8万人を記録した[36]。
- 2021年
  - 12月3日から12月29日の期間で、関東限定で2年ぶりの有観客ツアー「Acoustic Tour 2021 REBORN」を開催[37]。
- 2022年
  - 2月19日、『まつもtoなかい〜マッチングな夜〜』（フジテレビ）に出演。長渕の大ファンを公言する大悟（千鳥）と初めて対談をした[38]。
  - 「REBORN 2022 with THE BAND」と題した全国ツアーを開催。6月3日の神奈川・よこすか芸術劇場から3カ月半にわたり18都道府県で21カ所28公演を行う[39]。
  - 7月14日、バンドメンバーの新型コロナウイルス感染により7月16日の愛媛・愛媛県県民文化会館公演、18日の香川・レクザムホール（香川県県民ホール）公演が延期になった[40]。
  - 8月3日、新型コロナウイルス陽性判定を受ける。8月6、7日に行われる予定だった鹿児島・川商ホール（鹿児島市民文化ホール）第1ホール公演は延期となった[41]。
  - 9月、神奈川県藤沢市にて、プライベート録音スタジオ「What,s Zay STUDIO」を開業[42]。
  - 9月10日、北海道・札幌文化芸術劇場での公演で「この北海道という街は、その昔、開拓民たちが一生懸命に開拓した街だ。お願いだから、この自然に満ち満ちたこの土地を、外国人に売らないでほしい」と発言[43]。
  - 9月24日、香川・レグザムホールでの公演で「今日はたくさんの国旗が左右に揺れた。本当にきれい。だから、これ以上外国人に土地を売らないでほしい。僕たちの生きているこの日本、僕たちの敬愛するこの国は今おかしいです」「僕は政治家じゃない。だけど、おかしいことだけは感じる。人に流されないで、自分の感性を信じて」と発言[44]。
- 2024年
  - 5月7日、気胸を公表[45][46]。
  - 5月22日に発売したアルバ厶「BLOOD」から新レーベル「VIRGO ＆ LEO RECORDS」が始動。（販売元は日本コロムビア系列のコロムビアマーケティングが担当）

## 音楽
同郷の吉田拓郎、加川良、友部正人、遠藤賢司、高田渡ら、日本のフォークソングの他、ニール・ヤング、ボブ・ディラン、ジャクソン・ブラウンなどアメリカのフォークソングにも大きな影響受けた。
使用ギターはレコーディングではギブソン製（J-45、J-200等）、ライブではタカミネ製（NTP-012、TDP-512、TDP-515-6等）のエレアコを主に使用する。使用ハーモニカ（ブルースハープ）はTOMBOの「メジャーボーイ」。現在一般的なハーモニカホルダーの形（テンホールズハーモニカ専用で、ハーモニカをセットする部分が狭くなっている）は彼が考案したものとのこと。
その時その時の人生をなすりつけたのが自身の音楽であるとしており、「30代での被害者意識も、その後の自責の念も、そのまま全部歌にしてきた」「つまり、己の弱さを歌にしてきたようなものだ。その弱さを歌に叩きつけ、そこから這い上がるためにさらに歌を書いていく。あとはお前ら聴く側が自由に受け止めてくれ！というのが長渕剛の音楽だ」という。

## 人物

### 思想・哲学
「JAPAN」「家族」の歌詞には生まれ育った日本への愛や先行きへの憂い、日の丸への敬意が込められている。ライブでも日の丸を掲げたり、ファンが日の丸を振ったりする光景が見られている。これについて長渕は「父母や兄弟、仲間を思う気持ちが日本を思う気持ち。僕が一時期、日の丸にこだわったのはそれです」「僕が回帰するのは母の土手っ腹から流れた血ですね。それが日の丸の赤です」と話している。
2012年に開催されたアリーナツアー『Stay Alive』では「親知らず」の途中で国歌「君が代」を1万人もの観客と共に歌った。
上述にもある通り日本および自衛隊や特攻隊の若者が強いられた矛盾に寄り添ったうえで反戦や平和を訴えている。

### 経歴
鹿児島県警の警察官の父親（長渕邦治）と母親（マス子）の次男として、警察官舎の長屋が当時あった日置郡伊集院町徳重（現在の日置市伊集院町徳重）で生を受け、長屋から徒歩の母に抱っこされ徳重神社へお詣りした。父はマル暴の警官で子供の頃は、警察官や医者に憧れた。兄（邦人）がいたが、生後100日程度の乳児期に病死しており、5歳年上の姉との2人姉弟だった。子供のころのあだ名は「レオン」。出生後まもなくインフルエンザで生死の境をさまよっていた。その後、日置郡上伊集院村大字直木（現在は同郡松元町を経て鹿児島市直木町）で暮らし、茶畑で遊んだり虫取りをしたりと自然豊かな環境で3歳まで育った。幼い頃は体が非常に弱く、よく喘息発作を起こし、病院通いが欠かせなかった。音楽が楽しみで、中学3年の正月に3600円のガット・ギターを購入し、鉄弦を張り思いのままに好みの楽曲をコピーしていた。鹿児島南高校の情報処理科の2期生として入学し、伊敷町から自転車で1時間近くかけて通っていた。最初のうちは成績も良かったが、徐々に落ちていき、卒業するころには、下から数えた方が早い成績まで落ちたという。上京後、初めて住んだ場所は、世田谷区の新代田のアパートである（このことは、自身も後に楽曲の中で歌詞にしている）。
1981年8月、石野真子と結婚。結婚式はハワイの教会で、仲人は吉田拓郎と浅田美代子夫妻（当時）だった。1978年当時、福岡県北九州市のライブハウスに飛び入りで現れた際、ステージのMCで、「俺は将来、石野真子を嫁さんにする」と発言していたが、様々な見解の相違を表面化させ、長渕のDVや長渕の母との確執などが理由で1983年5月に離婚。
1987年8月29日に『親子ゲーム』（1986年）、『男はつらいよ 幸福の青い鳥』（1987年）で共演した志穂美悦子と再婚。『親子ゲーム』の撮影中に志穂美が左手小指の付け根を骨折し、病院に向かう志穂美に長渕が付き添ったことが馴れ初めだった。入籍のみで済ますつもりだった長渕だが、初婚である志穂美は「芸能人としてでなく、普通の人としてひっそり式を挙げたい」という希望から、9月17日に志穂美の師匠・千葉真一が修行した寺の近くにある奈良県吉野郡天川村の天河大弁財天社にて、双方の両親と親しい知人のみ出席して挙式。志穂美は長渕の強い意向で芸能界を引退し、「クセのある男なので専業主婦したい」とこれ以降は芸能活動を行っていない。1988年3月17日に長女・文音を授かったのを皮切りに、2男1女を授かった。結婚後、妊娠中の志穂美にもDVを振るっていたことが週刊誌に取り沙汰されたが、出産後は極真空手の経験者だった志穂美がある程度やり返すようになり、敵わないと悟った長渕は空手道を稽古するようになった。ちなみに志穂美の格闘技のキレは2023年で68歳になる年齢になっても「キレがある」「長渕よりも強そう」と言われたほどの凄さを持つ。なお、自身の息子（長男）も空手を嗜んでおり、ユースでは国内トップレベルの選手とのこと。
1995年1月24日に、覚せい剤取締法違反容疑で内偵を進めていた警視庁薬物対策課による家宅捜索を受け、大麻1グラムが自宅から発見された。長渕は大麻吸引を認め、その場で大麻取締法違反で現行犯逮捕されたが、覚醒剤については否認し尿検査も陽性反応が出なかった。この事件の捜査過程で、国生さゆりと不倫していたことも明るみに出て、国生には記者会見で「薬物に対する（国生の）身の潔白と、長渕との関係も志穂美を交えて話し合い、関係を清算した」と発表されるなど歌手生命の危機に陥るも、志穂美の内助の功を得て復帰。その後は度々トーク番組やバラエティー番組に出演するようになった。
のちに波乱万丈だった30代の頃を 「お金にまつわることや、まぁよくいる利権として群がる輩たち。具体的には話さないが、騙された。あの時期、裏切られたこと、たくさんあったな！はらわたが煮えくりかえるほど人を恨んだこともあった。信頼する人間に欺かれると、自分のすべてをはぎ取られたように自暴自棄になる。でも、しばらく経つと、思うんだ。裏切る人間を近くに置いたのは誰よ？とね。俺が選んだんじゃねえか！って。若い時にヒット曲が生まれて、周りに人がたくさん集まってくると、自分が特別に思えてしまう。有頂天になる。人生に勝った気分になって、猿回しの猿のような己に気付かない。そんな、どこまでも天狗になった自分の鼻をバーン！と蹴り折られたのが30代だったのかもしれない」「裏切った奴と街でばったり出会った時に、よっ、久しぶり！貴様！元気か？と笑える、本当の意味で強い人間になりたいと思った」と回想している。
2008年に長渕は事務所スタッフに暴行を働き辞められていたが、2014年3月には元マネージャーから暴行による約200万円の賠償請求する訴えを起こされた。これについて長渕の代理人弁護士は「事実無根」と反論している。長渕は2003年にパーソナリティを務める『オールナイトニッポン』で学校で暴力を振るってしまった、という高校生リスナーからのメールに答える形で「殴った自分が正しいと思えればいいんじゃないか。我慢ならない時、あまりにもひどいじゃないかという時、俺は一発やっていいと思う。これは『肉体言語』だよ。『暴力』じゃないの。ただし、要は殴り方なんですよ。俺も時として『肉体言語』がポーンと出ることはあるよ。でも反省はしてないし」と持論を展開している。一方で「これが国単位の集合体の話になってくると、全然話が違う。たとえば軍隊とか軍事。そうした国家レベルの戦争の話と、僕らの身近な足元に転がっている暴力の話は、まったく論点が違うんですよ。それらを混同して、一緒くたにしてしまうと、非常におかしなことになる」とも発言している。
酒に弱く一切飲まず、このことを語っている楽曲もいくつか存在する。以前は喫煙者であったが、50代に差しかかってから筋トレで禁煙・肉体改造を成功させ、今までの生活習慣などを規則正しくした。肉体改造などを行ったことについてはライブツアー期間中に体調を崩したことが影響しており、「自己流では、俺自身が理想とする音楽活動、ステージパフォーマンスはできない!体力的にも、見栄えも。かっこいい衣装を探す前に、優秀なスタイリストに頼む前に、己の身体を作るのが先だ！そう確信した」としている。自宅には高度なトレーニングマシンがあるという。全国ツアーにも同行するパーソナルトレーナーは元PRIDE王者の三崎和雄で、後楽園ホールで行われた三崎の現役引退セレモニーでは、リング上で長渕が「STAY DREAM」を熱唱した間柄。

### 学歴
- 鹿児島県日置郡伊集院町（現：鹿児島県日置市）生まれ。
- 鹿児島県鹿児島市育ち。
- 鹿児島市立中郡小学校卒業。
- 鹿児島市立甲南中学校卒業。
- 鹿児島県立鹿児島南高等学校情報処理科卒業。
- 九州産業大学芸術学部中退。

### 家族/関連人物
妻は志穂美悦子。一時本名で長渕の個人事務所「Office REN」の社長も務めていた。長女は文音。長男はミュージシャンのWATARUこと航（わたる）。次男は長渕蓮。
同業ミュージシャンとの付き合いは少なく、アスリートとの付き合いが深い。「和博」と呼ぶ清原和博や、塚本徳臣、岩村明憲、朝青龍ら。アスリート以外では、倉本聰、渡哲也、白川由美、冨永愛らと交流があり、岩沢厚治、押尾コータロー、福山雅治、桜井和寿、般若、Zeebraらも長渕の音楽性に影響を受けたという。また、井上公造とは、大学時代の同じバイト仲間であり交友がある。なお、桑田佳祐とは先述した確執や価値観の相違が取り沙汰されることも多いが、同世代であること、吉田拓郎・ボブ・ディランなどを始めとした音楽的ルーツ、国旗日の丸の掲揚および国歌「君が代」の歌唱を肯定し、生まれ育った日本への強い愛情や世界平和を希求する思いを持っていることなど、共通点も多く存在している。
2024年6月、元サッカー選手でポーカープレイヤーでもあるダ・シルバ・ファビオ・岡を「Office REN」の社長に迎えた。

## 作品

### シングル
1. 雨の嵐山（1977年2月25日）
2. 巡恋歌（1978年10月5日）
3. 俺らの家まで（1979年3月5日）
4. 祈り（1979年7月5日）
5. 春待気流（1980年3月20日）
6. 順子/涙のセレナーデ（1980年6月5日）
7. ヒロイン（1980年10月5日）
8. 夏の恋人（1981年5月5日）
9. 二人歩記（1981年10月21日）
10. 花いちもんめ（1982年4月21日）
11. 恋人時代（1983年4月1日）
12. GOOD-BYE青春（1983年9月1日） - テレビドラマ『家族ゲーム』（1983年、TBS系列）テーマ曲
13. 孤独なハート（1984年3月21日） - テレビドラマ『家族ゲームII』（1984年、TBS系列）主題歌
14. 久しぶりに俺は泣いたんだ（1985年3月30日）
15. 勇次（1985年7月20日）
16. SUPER STAR（1986年7月2日） - テレビドラマ『親子ゲーム』（1986年、TBS系列）主題歌
17. ろくなもんじゃねえ（1987年5月25日） - テレビドラマ『親子ジグザグ』（1987年、TBS系列）主題歌
18. 泣いてチンピラ（1987年9月16日）
19. 乾杯（1988年2月5日）
20. NEVER CHANGE（1988年5月25日）
21. とんぼ（1988年10月26日） - テレビドラマ『とんぼ』（1988年、TBS系列）主題歌
22. 激愛（1989年2月8日） - 映画『オルゴール』（1989年、東映）テーマソング
23. しょっぱい三日月の夜（1989年12月8日） - 映画『ウォータームーン』（1989年、東映）テーマソング
24. JEEP（1990年7月25日）
25. しゃぼん玉（1991年10月25日） - テレビドラマ『しゃぼん玉』（1991年、フジテレビ系列）主題歌
26. 巡恋歌'92（1992年10月28日）
27. RUN（1993年9月22日） - テレビドラマ『RUN』（1993年、TBS系列）主題歌
28. 人間（1994年8月10日）
29. 友よ（1995年10月4日） - テレビドラマ『炎の消防隊』（1996年、テレビ朝日系列）主題歌
30. 傷まみれの青春（1996年4月30日） - 音楽番組『HEY!HEY!HEY! MUSIC CHAMP』（1994年 - 2012年、フジテレビ系列）1996年4月-6月のエンディング・テーマ曲
31. ひまわり（1997年7月2日） - テレビドラマ『ボディガード』（1997年、テレビ朝日系列）テーマソング
32. 指切りげんまん（1998年9月23日） - テレビドラマ『外科医・夏目三四郎』（1998年、テレビ朝日系列）主題歌
33. 猿一匹、唄えば侍（1998年11月26日）
34. 涙のセレナーデ（1999年12月22日）
35. 空/SORA（2001年6月27日）
36. 静かなるアフガン（2002年5月9日）
37. しあわせになろうよ（2003年5月1日）
38. 金色のライオン（2004年12月4日） - 京セラCMテーマソング
39. CLOSE YOUR EYES/YAMATO（両A面）（2005年8月24日）‐ 映画『男たちの大和/YAMATO』（2005年、東映）主題歌
40. 太陽の船（2006年11月5日）- KANSAI SUPER SHOW「太陽の船」イベントテーマソング
41. 卒業（2009年3月4日）
42. 蝉 semi（2009年7月29日）
43. 俺たちのニライカナイ（2010年8月11日）
44. 絆 -KIZUNA-（2010年10月13日） - 映画『エクスペンダブルズ』（2010年、松竹）日本版主題歌
45. TRY AGAIN for JAPAN（2011年9月7日）
46. ひとつ（2012年2月1日）
47. 未来（2013年5月22日） - テレビドラマ『島の先生』（2013年、NHK）主題歌
48. HOLD YOUR LAST CHANCE 2014（2014年5月17日） ‐ 限定販売
49. 走る（2014年6月11日） - KEIRINグランプリ2014岸和田イメージソング。
50. 明日へ続く道（2014年12月17日） - 配信限定シングル・紅白歌合戦出場曲
51. 富士の国（2015年6月22日）
52. Loser（2017年5月24日）配信限定シングル
53. Black Train（2017年7月26日）配信限定シングル
54. Don't Think Twice 〜桜並木の面影にゆれて〜（2018年5月16日）配信限定シングル
55. Amen（2018年6月20日）配信限定シングル
56. Orange（2020年1月17日）‐映画『太陽の家』主題歌
57. しゃくなげ色の空（2020年6月9日）feat.AI
58. REBORN（2022年4月20日）配信限定シングル
59. OH！（2023年6月16日）配信限定シングル
60. 黒いマントと真っ赤なリンゴ（2024年4月24日）配信限定シングル

### アルバム
1. 風は南から（1979年3月5日）
2. 逆流（1979年11月5日）
3. 乾杯（1980年9月5日）
4. Bye Bye（1981年10月1日）
5. 時代は僕らに雨を降らしてる（1982年9月1日）
6. HEAVY GAUGE（1983年6月21日）
7. HOLD YOUR LAST CHANCE（1984年8月18日）
8. HUNGRY（1985年8月22日）
9. STAY DREAM（1986年10月22日）
10. LICENSE（1987年8月5日）
11. 昭和（1989年3月25日）
12. JEEP（1990年8月25日）
13. JAPAN（1991年12月14日）
14. Captain of the Ship（1993年11月1日）
15. 家族（1996年1月1日）
16. ふざけんじゃねぇ（1997年9月3日）
17. SAMURAI（1998年10月14日）
18. 空（2001年6月27日）
19. Keep On Fighting（2003年5月14日）
20. Come on Stand up!（2007年5月16日）
21. FRIENDS（2009年8月12日）
22. TRY AGAIN（2010年11月10日）
23. Stay Alive（2012年5月16日）
24. BLACK TRAIN（2017年8月16日）
25. BLOOD（2024年5月22日）

## 出演
* は主題歌を歌った。
主演は太字。

### テレビドラマ
- 王貞治物語（1982年、TBS）(*)
- 家族ゲーム（1983年、TBS）(*) - 吉本剛 役
- 家族ゲームII（1984年、TBS）(*) - 吉本剛 役
- 家族ゲーム スペシャル アニキの家庭教師は花の女子大生・なのダ（1985年、TBS）(*) - 吉本剛 役
- 親子ゲーム（1986年、TBS）(*) - 矢板保 役
- 親子ジグザグ（1987年、TBS）(*) - 下別府勇次 役
- スタンドバイミー 〜気まぐれ白書〜（1987年、TBS）※特別出演
- とんぼ（1988年、TBS）(*) - 小川英二 役
- うさぎの休日（1988年12月3日、NHK）- 平山晋介 役
- しゃぼん玉（1991年、フジテレビ）(*) - 矢島鉄平 役
- RUN（1993年、TBS）(*) - 輪宝（木薮鉄二）役
- 英二ふたたび（1997年、フジテレビ）(*) - 小川英二 役
- ボディーガード（1997年、テレビ朝日）(*) - 円城寺信 役
- 少年「おかめさん」（2002年、TBS）- トラックの運転手 役
- 歸國（2010年、TBS）- 秋吉部隊長 役

### 映画
- HOT JAM'80 我らが熱き日々（1980年、東宝東和）
- 男はつらいよ 幸福の青い鳥（1986年、松竹）- 倉田健吾 役
- オルゴール（1989年、東映）(*) - 神崎勇次 役
- ウォータームーン（1989年、東映）(*) - 竜雲 役、原案・監督兼任
- 英二（1999年、東映）(*) - 小川英二 役
- 太陽の家（2019年、REGENTS) (*) - 川崎真悟 役
- その男、東京につき（2020年、REGENTS）- 特別友情出演

### ラジオ
- ナウ・ジェネレーション/長渕剛のアピール26（1980年、TBSラジオ）
- 長渕クンと世良くん（1982年10月-1983年4月、ニッポン放送）
- 長渕剛のスーパーギャング（1984年-1985年、TBSラジオ）
- 長渕剛のオールナイトニッポン（1979年 - 1980年、ニッポン放送）
- 長渕剛のひたすら60分（1980年、ニッポン放送）
- 長渕剛のオールナイトニッポンフライデースペシャル・今夜もバリサン（2003年、ニッポン放送）
- 長渕剛 RUN FOR TOMORROW 〜明日に向かって〜（2011年4月 - 、エフエム青森・エフエム岩手・エフエム仙台・エフエム福島・エフエム栃木（以上JFNC系）、bay FM（独立局）、水戸コミュニティ放送・エフエムかしま市民放送・つくばコミュニティ放送・FMひたち（以上コミュニティ放送）、2011年7月からMBSラジオ各局ネット）
- 『SCHOOL OF LOCK! SATURDAY』→『SCHOOL OF LOCK! SUNDAY』内「長渕LOCKS!」（2014年10月 - 2015年6月、TOKYO FM・JFN）[77]
- 長渕剛のコークサウンドシャッフル（1984年-1986年、FM福岡など）

### CM
- 日清、カップヌードル（ナレーション）（1986年）
- 明治製菓、チョコバー「body」（1988年）
- 京セラ、携帯電話「A1403K」（2004年）
- 競輪「KEIRINグランプリ2014岸和田」（2014年）
- 新宮霊園 - 福岡県新宮町にある霊園。雨の嵐山でメジャーデビュー後、2度目のメジャーデビュー前に歌唱[78]。レコーディングは1回で済ませ、ギャラは1万円で請け負った。
- MTG「SIXPAD」（2022年）[79]

### 音楽
- コッキーポップ（日本テレビ、1979年1月28日）「いつものより道もどり道」「俺らの家まで」
- コッキーポップ（日本テレビ、1979年7月22日）「風は南から」「訣別」「夏まつり[のちの夏祭り]」「祈り」「ポーラースター」
- ザ・ベストテン（TBS、1980年7月31日）「順子」
- ザ・ベストテン（TBS、1980年8月7日）「順子」 - 「HOT JAM'80」の会場（静岡の日本平）からの中継
- 「ホットジャム'80我らが熱き日々」（TBS、1980年8月17日）「巡恋歌」「順子」「静岡の夜は静岡」「逆流」
- 「ザ・ライブ」（長渕剛Live at 日比谷野音）（日本テレビ、1982年6月20日）「Hurry Up」「順子」「花いちもんめ」
- 「ザ・ライブ」（長渕剛Live at 日比谷野音）（日本テレビ、1982年6月27日）「賞金めあての宝さがし」「碑」「乾杯」
- 夜のヒットスタジオ（フジテレビ、1983年5月2日）「恋人時代」
- オールナイトフジ（フジテレビ、1983年6月）「いかさまだらけのルーレット」「恋人時代」「冷たい外国人」「DON'T CRY MY LOVE」
- 夜のヒットスタジオ（フジテレビ、1983年9月23日）「GOOD-BYE青春」
- ザ・ベストテン（TBS、1983年10月13日）「GOOD-BYE青春」 - スポットライトでの出演
- 夜のヒットスタジオ（フジテレビ、1983年10月24日）「GOOD-BYE青春」
- ザ・ベストテン（TBS、1983年11月3日）「GOOD-BYE青春」
- ザ・トップテン（日本テレビ、1983年11月14日）「GOOD-BYE青春」
- 「長渕剛スペシャル 最高の夜だぜ」（TBS、1985年2月18日）「俺らの旅はハイウェイ」「孤独なハート」「言わんこっちゃないさ」「GOOD-BYE青春」「どしゃぶり Rainy Day」「COME BACK TO MY HEART」「SHA-LA-LA」「LONG LONG TIME AGO」「Time Goes Around」「ファイティングポーズ」「WAKE-UP! IT'S MORNING」「賞金めあての宝さがし」「HOLD YOUR LAST CHANCE」
- 夜のヒットスタジオDX（フジテレビ、1985年4月24日）「微熱かナ」「久しぶりに俺は泣いたんだ」
- 夜のヒットスタジオDX（フジテレビ、1985年7月31日）「愛のこころ」「勇次」
- 歌のトップテン（フジテレビ、1985年7月）「勇次」
- ザ・ベストテン（TBS、1986年8月7日）「SUPER STAR」
- 夜のヒットスタジオDX（フジテレビ、1986年4月30日）「スターダスト・トレイン」「Don't Cry My Love」
- 歌のトップテン（フジテレビ、1986年9月1日）「SUPER STAR」
- 夜のヒットスタジオDX（フジテレビ、1987年3月4日）「Stay Dream」
- 「長渕剛 歌で説きます男の生き方」（NHK、1987年3月5日）「SUPER STAR」「STANCE（リハーサル〜LIVE）」「わがまま・友情 DREAM & MONEY」「賞金めあての宝さがし（替え歌）」「愛してるのに」「STANCE」「STAY DREAM」
- ザ・ベストテン（TBS、1987年6月18日）「ろくなもんじゃねえ」
- 夜のヒットスタジオDX（フジテレビ、1987年9月9日）「ろくなもんじゃねえ」「泣いてチンピラ」
- ザ・ベストテン（TBS、1987年12月24日）「ろくなもんじゃねえ」
- 輝く!日本レコード大賞（TBS、1987年12月31日）「ろくなもんじゃねえ」「LICENSE」
- 夜のヒットスタジオDX（フジテレビ、1988年1月27日）「乾杯」
- ザ・ベストテン（TBS、1988年2月18日）「乾杯」
- ザ・ベストテン（TBS、1988年3月3日）「乾杯」
- 夜のヒットスタジオDX（フジテレビ、1988年5月18日）「Never Change」
- ザ・ベストテン（TBS、1988年12月1日）「とんぼ」
- 夜のヒットスタジオDX（フジテレビ、1989年3月8日）「とんぼ」「激愛」
- 夜のヒットスタジオDX（フジテレビ、1989年12月13日）「しょっぱい三日月の夜」
- 夜のヒットスタジオSUPER（フジテレビ、1990年2月28日）「お家へ帰ろう」「いつかの少年」「とんぼ」
- 夜のヒットスタジオDX（フジテレビ、1990年7月25日）「巡恋歌」「カラス」「Jeep」
- プライム10 音楽達人倶楽部（NHK、1991年12月13日）「He・La-He・La」「とんぼ」「シリアス」「しゃぼん玉」「MOTHER」
- 紅白歌合戦（NHK、1990年12月31日）「親知らず」「いつかの少年」「乾杯」
- LIVE JAPAN '93（WOWOW、1993年12月31日）「JAPAN」「女よ、GOMEN」「愛してるのに」「MOTHER」「He・La-He・La」「西新宿の親父の唄」「RUN」
- 栄光のミリオンスターBIG3 夢の競演（フジテレビ、1994年1月2日）「RUN」「ガンジス」「心配しないで」
- 音楽玉手箱 長渕剛スペシャル（フジテレビ、1995年12月31日）「友よ」「HOLD YOUR LAST CHANCE」「夏祭り」「俺らの家まで」「傷まみれの青春」「家族」
- HEY! HEY! HEY! MUSIC CHAMP（フジテレビ、1996年1月15日）「家族」
- MUSIC FAIR（フジテレビ、1999年10月17日）「とんぼ」「巡恋歌」「HOLD YOUR LAST CHANCE」「乾杯」
- HEY! HEY! HEY! MUSIC CHAMP（フジテレビ、1999年10月18日）「とんぼ」「Stay Dream」
- 人間じゃ（NHK-BS2、1999年10月23日）
- HEY! HEY! HEY! MUSIC CHAMP（フジテレビ、2001年6月25日）「空/SORA」「HOLD YOUR LAST CHANCE 2001」
- MUSIC FAIR 2001（フジテレビ、2001年6月30日）「勇気の花」「しゃぼん玉」「東京青春朝焼物語」「空/SORA」
- SMAP×SMAP（フジテレビ、2001年7月16日）「巡恋歌」「とんぼ」「空/SORA」
- FUN（日本テレビ、2002年6月21日）「JEEP」「静かなるアフガン」
- BSスペシャル スーパーライブ 長渕剛 9.7 in 横浜スタジアム LIVE〜野外大爆発！32,475人燃える〜（NHK-BS2、2003年1月30日）「三羽ガラス」「ろくなもんじゃねえ」「ファイティングポーズ」「シェリー」「泣いてチンピラ」「俺らの道はハイウェイ」「女よ、GOMEN」「花菱にて」「Myself」「くそったれの人生」「しゃぼん玉」「Never Change」「俺のギターにはいつもHeavy Gauge」「巡恋歌」「とんぼ」「勇次」「Hold Your Last Chance」「Sha-La-La」「Stay Dream」「明日へ向かって」
- MUSIC STATION（テレビ朝日、2003年4月25日）「しあわせになろうよ」
- 夢・音楽館（NHK、2003年5月1日）「勇気の花」「He・La-He・La」「とんぼ」「しあわせになろうよ」
- スーパーライブ LIVE 2003 KEEP ON FIGHTING（NHK-BS、2003年9月24日）「Keep on Fighting」「情熱」「LANIKAI」「Don't Cry My Love」「夏祭り」「東京青春朝焼物語」「くそったれの人生」「泣いてチンピラ」「Go Straight」「人生はラ・ラ・ラ」「勇次」「桜島/SAKURAJIMA」「しあわせになろうよ」
- 紅白歌合戦（NHK、2003年11月3日）「狼たちの遠吠え（森進一のバック）」「しあわせになろうよ」
- 堂本兄弟（フジテレビ、2004年2月29日）「泣いてチンピラ」
- MUSIC STATION（テレビ朝日、2004年12月3日）「金色のライオン」
- わたしはあきらめない（NHK、2004年3月10日）「Stay Dream」
- どーんと鹿児島 長渕剛スペシャル 情熱- ROAD TO SAKURAJIMA -（MBC南日本放送、2004年3月11日）
- MUSIC STATION（テレビ朝日、2004年12月3日）「金色のライオン」
- くりぃむナントカ（テレビ朝日、2006年10月10日）「愛してるのに」
- くりぃむナントカ（テレビ朝日、2006年10月17日）「愛してるのに」「お家へかえろう '04」「激愛」「KAGOSHIMA 中央 STATION」「ろくなもんじゃねえ」「COME BACK TO MY HEART」「東京青春朝焼物語」「MYSELF」「夕焼けの歌」「STAY DREAM」
- MUSIC FAIR（フジテレビ、2010年11月20日）
- SONGS（NHK、2011年7月13日）「乾杯」「TRY AGAIN for JAPAN」「お家へかえろう」
- SONGSPREMIUM 長渕剛 Part.1（NHK、2011年10月6日）「12色のクレパス」「STAY DREAM」「Success」「TRY AGAIN」
- SONGSPREMIUM 長渕剛 Part.2（NHK、2011年10月13日）「乾杯」「TRY AGAIN for JAPAN」「いつものより道もどり道」「西新宿の親父の唄」「しあわせになろうよ」「お家へ帰ろう」
- 紅白歌合戦（NHK、2011年12月31日）「ひとつ」
- 嵐にしやがれ（日本テレビ、2012年1月28日）「ひとつ」
- MUSIC STATION（テレビ朝日、2012年2月24日）「ひとつ」
- 報道ステーションSP-愛おしきあなたへ-（テレビ朝日、2012年3月11日）「しあわせになろうよ」「ひとつ」「愛おしき死者たちよ」
- 東北の空には歌がある-長渕剛 震災から500日の軌跡-（NHK BSプレミアム、2012年11月4日）「ガーベラ」「カモメ」「日本に生まれた」「明日をくだせえ」「お家へ帰ろう2011」「ひとつ」「愛おしき死者たちよ」「Stay Alive」「Run for Tomorrow〜明日の為に〜」
- MJ/MUSIC JAPAN（NHK、2013年5月23日）「未来」
- SONGS（NHK、2014年7月12日）「とんぼ」「順子」「逆流」「Myself」
- SONGSライブスペシャル-オールタイム・ベストライブ-（NHK、2014年7月19日）「親知らず」「カラス」「明日をくだせえ」「Tomorrow」「逆流」「Myself」「とんぼ」「走る」「RUN」
- 紅白歌合戦（NHK、2014年12月31日）「明日へ続く道」
- MTV Unplugged（MTV/スカパー!4K総合 (596ch)、2015年7月26日）「RUN」「とんぼ」「ヒロイン」「乾杯」「プロポーズ」「二人歩記」「Thank You Woman」「俺の太陽」「Please Again」「富士の国」
- インタビュー ここから スペシャル（NHK、2016年1月11日）
- 100年インタビュー 音楽家 長渕剛（NHK BSプレミアム、2016年1月19日）
- 2016 FNS歌謡祭 第1夜（フジテレビ、2016年12月7日）「乾杯」
- LOVE MUSIC（フジテレビ、2017年4月16日）「Loser」「福島県立小高産業技術高等学校 校歌」「涙は大切な君の友達だから」「乾杯」
- 音楽の日 2017（TBS、2017年7月15日・16日）「とんぼ」「Stay Dream」「Black Train」
- MUSIC FAIR（フジテレビ、2017年8月19日）「マジヤベエ！」「夏祭り」「巡恋歌」「プロポーズ」「Can you hear me?」
- COUNT DOWN TV（TBS、2017年8月19日）「Black Train」
- ONE NIGHT PREMIUM LIVE AT 日本武道館（WOWOWプライム、2017年8月22日）「Black Train」「Loser」「マジヤベエ！」「とんぼ」「泣くな、泣くな、そんな事で」「おいで僕のそばに」「友への手紙」「友達がいなくなっちゃった」「お家へ帰ろう」「かあちゃんの歌」「JEEP」「泣いてチンピラ」「でんでん虫」「自分のために」「誰かがこの僕を」EN-1「しゃぼん玉」「桜島/SAKURAJIMA」「Don't Cry My Love」「Can you hear me?」EN-2「俺
- COUNT DOWN TV（TBS、2017年8月26日）「Loser」
- PREMIUM BIRTHDAY LIVE AT 大阪城ホール（WOWOWプライム、2018年2月24日）
- 『BLACK TRAIN』ONE NIGHT PREMIUM LIVE AT 日本武道館（WOWOWプライム、2018年3月2日）
- WELCOME TO MY HOMETOWN PREMIUM AT KAGOSHIMA ARENA（WOWOWプライム、2018年3月3日）

### NHK紅白歌合戦出場歴
| 年度/放送回               | 回 | 曲目                         | 出演順 | 対戦相手             | 備考                                                 |
| ------------------------- | -- | ---------------------------- | ------ | -------------------- | ---------------------------------------------------- |
| 1990年（平成2年）/第41回  | 初 | 親知らず・いつかの少年・乾杯 | 09/29  | シンディー・ローパー | ベルリンの壁の前から歌唱（この年ベルリンの壁が崩壊） |
| 2003年（平成15年）/第54回 | 2  | しあわせになろうよ           | 26/30  | 倉木麻衣             | 13年ぶりの出場・森進一の歌唱時の演奏も担当           |
| 2011年（平成23年）/第62回 | 3  | ひとつ                       | 18/25  | 絢香                 | 8年ぶりの出場・石巻市立門脇小学校から歌唱            |
| 2014年（平成26年）/第65回 | 4  | 明日へ続く道                 | 20/23  | 石川さゆり           | 3年ぶりの出場                                        |

注意点
- 出演順は「出演順/出場者数」で表す。

## 書籍

### 著書
- 『俺らの旅はハイウェイ』八曜社、1981年6月5日。ISBN 4827000573。
- 『君はギターの弦を切ったことがあるか』長渕剛、面谷誠二共著、八曜社、1984年、ISBN 4827000778
- 『長渕剛詩集』ヤマハ音楽振興会、1988年、ISBN 463616637X
- 『前略、人間様。：長渕剛詩画集』新潮社、2001年、ISBN 4101184313
- 『情熱：長渕剛詩画集』角川書店、2004年、ISBN 4048537660
- 『長渕語・録』ディスカヴァー・トゥエンティワン、2014年、ISBN 9784799314968

### 写真集
- 広瀬飛一 撮影、長淵剛 文『「人間」長淵剛 : あなたに会えてよかった』小学館、1992年12月20日。ISBN 4093634254。

### 題材とした書籍
- 富沢一誠『あいつの本音：長渕剛から永井龍雲まで13人』旺文社、1981年、ISBN 4010641541
- 黒土三男『とんぼ』双葉社、1989年、ISBN 4-575-23043-X
- 矢吹光『長渕剛vs桑田佳祐』三一書房、1995年、ISBN 4-380-95222-3
- 髙山文彦『いのちの器』双葉社、1995年、ISBN 9784575152326
- 寺尾陽子『生きててよかった：移植を拒否して心臓病とたたかう27歳の勇気の記録』リヨン社、1995年、ISBN 9784576951478